# Anssi Lassila

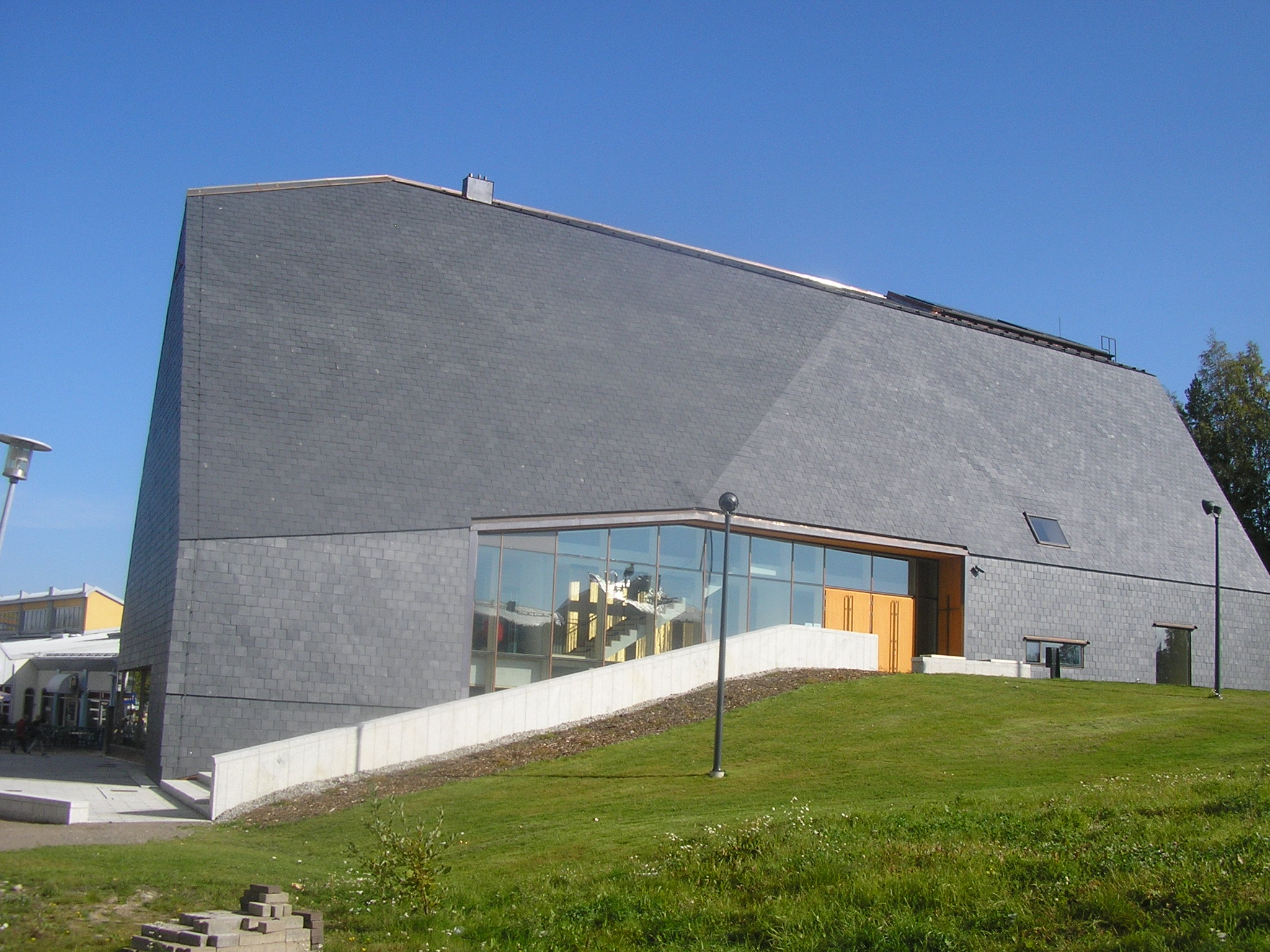
Kuokkala kyrka

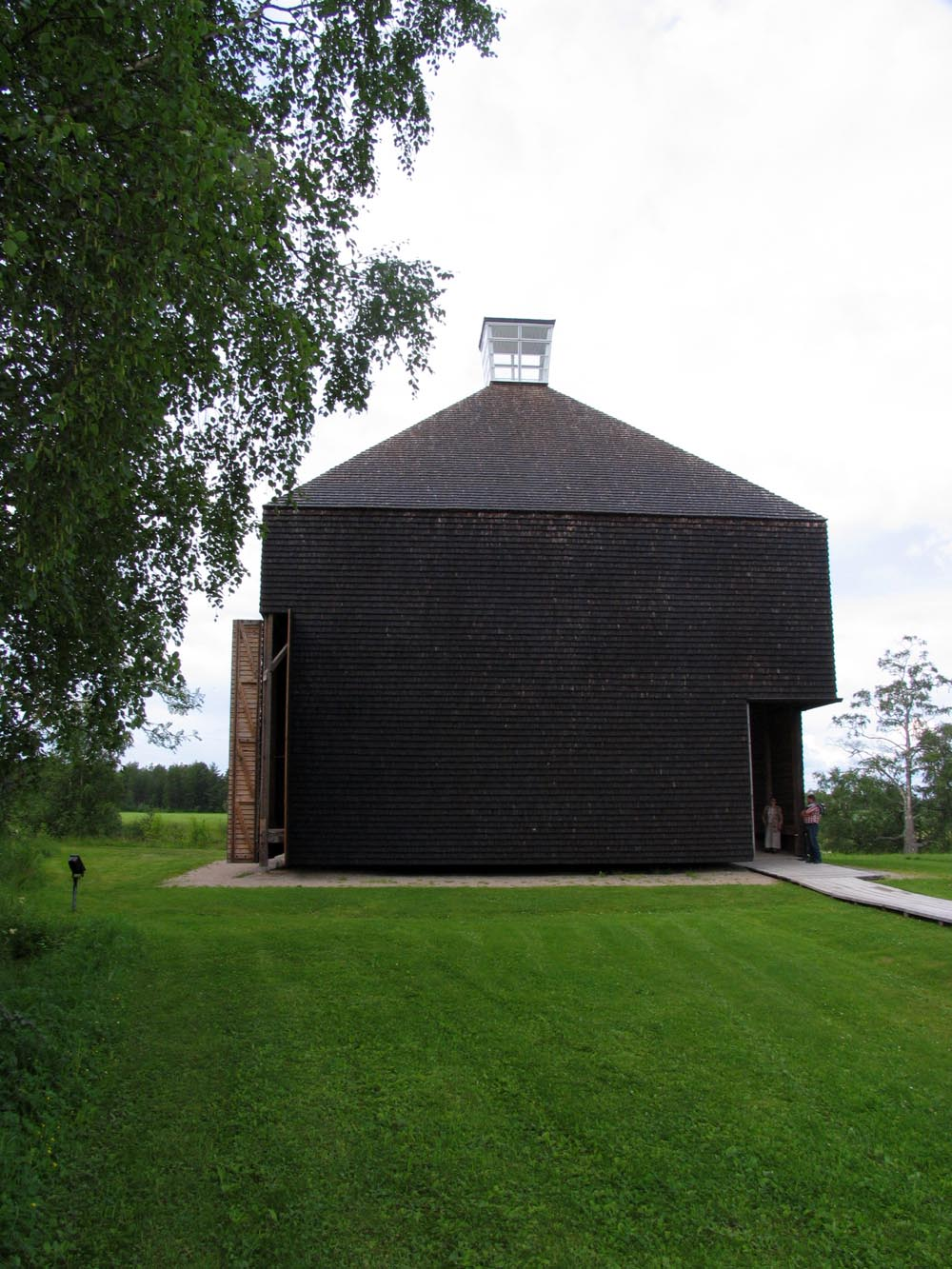
Takspånskyrkan i Kärsämäki

Anssi Lassila, född 9 mars 1973 i Soini,  är en finländsk arkitekt.
Anssi Lassila utbildade sig till arkitekt 1993–2002 på arkitekturavdelningen vid Uleåborgs universitet med examen 2002. Han är partner i arkitektbyrån OOPEAA, Office for Peripheral Architecture i Helsingfors och Seinäjoki. Hans första byggnad var ett timrat kapell på 200 kvadratmeter i Kärsämäki 2004.
Anssi Lassila fick Årets träpris 2015 för Trähackan, ett åttavåningars bostadsträhus i Jyväskylä, som stod färdigt 2014.

## Projekt i urval
- Takspånskyrkan i Kärsämäki, 2004
- Klövskogs kyrka, Klövskog, 2004
- Kuokkala kyrka, Jyväskylä, 2008-09 (tillsammans med Teemu Hirvilammi och Jani Jansson)
- Puukuokka (Trähackan), åtta våningar högt bostadshus i trä i Jyväskylä, 2014
- Södrik kapell, Esbo, 2016
- Konsthall Tornedalen, förslag 2012 (tillsammans med Teemu Hirvilammi)

## Bildgalleri

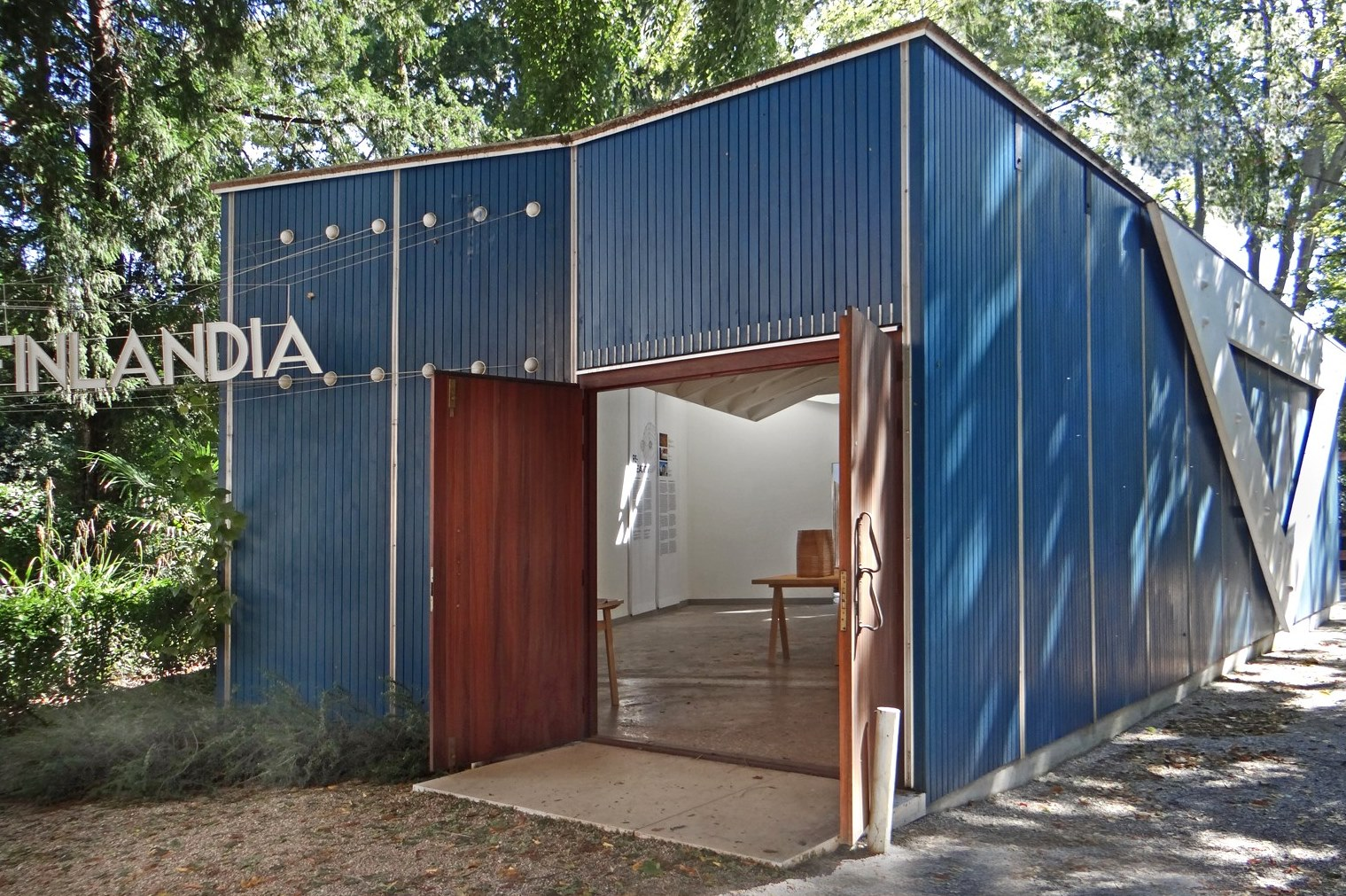
Finlands paviljong, Arkitekturbiennalen i Venedig 2014
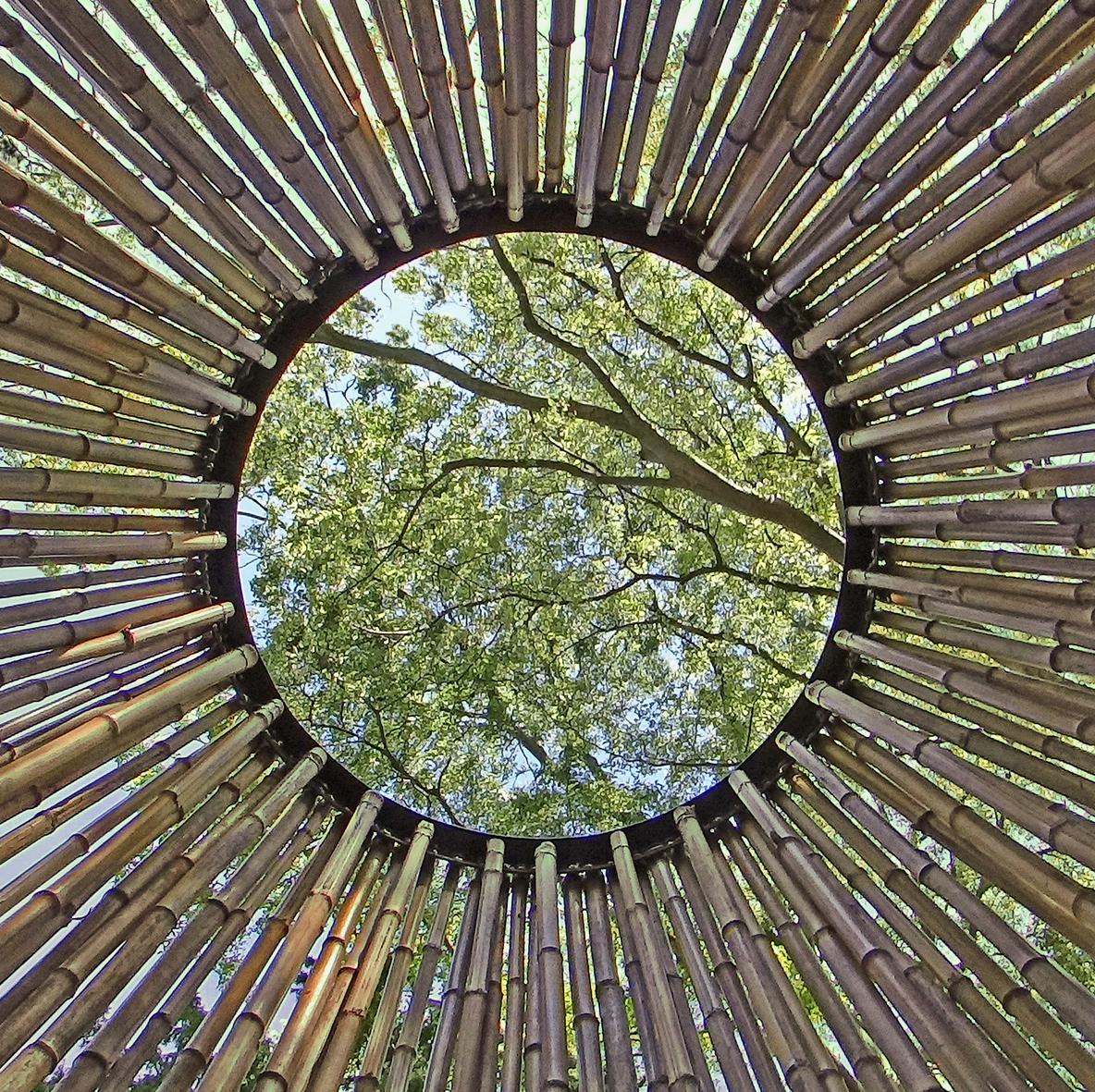
Bambukonstruktion, Finlands paviljong, Arkitekturbiennalen i Venedig 2014
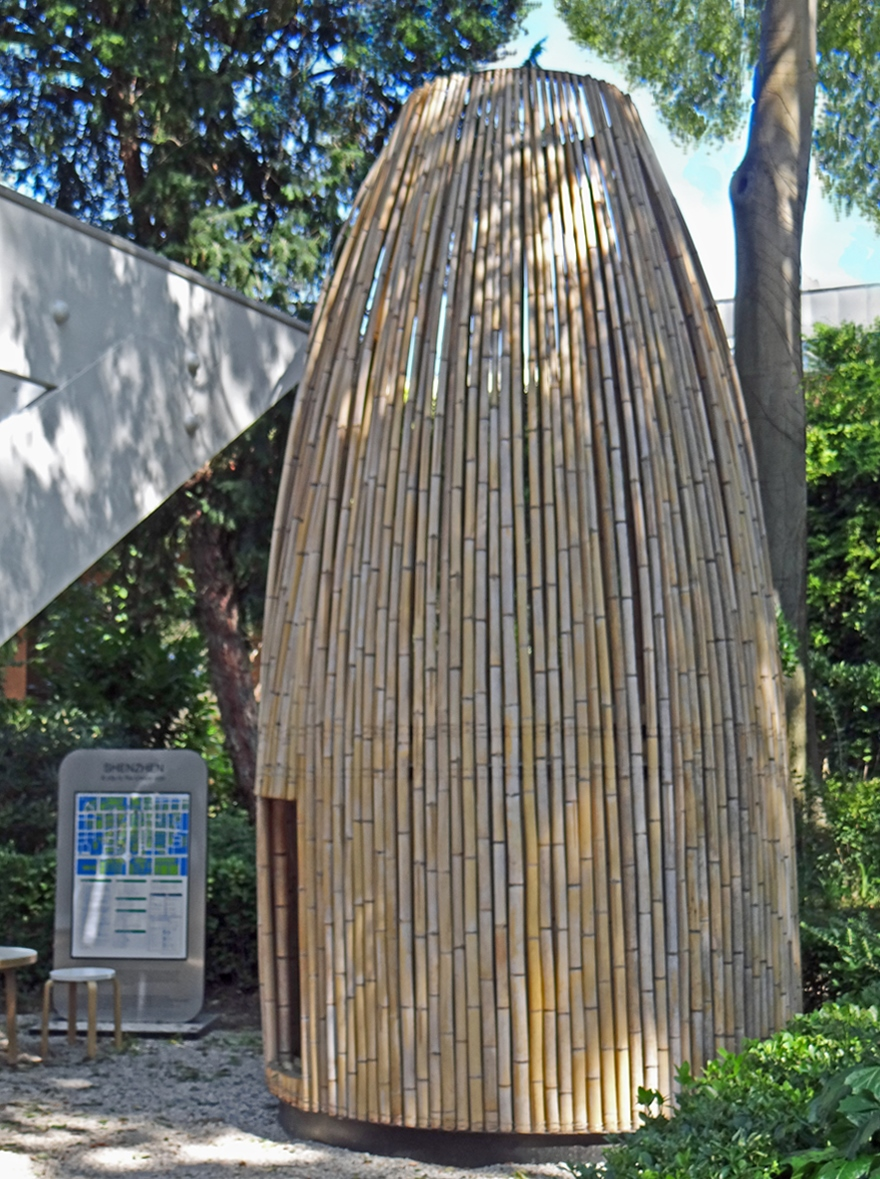
Bambukonstruktion, Finlands paviljong, Arkitekturbiennalen i Venedig 2014
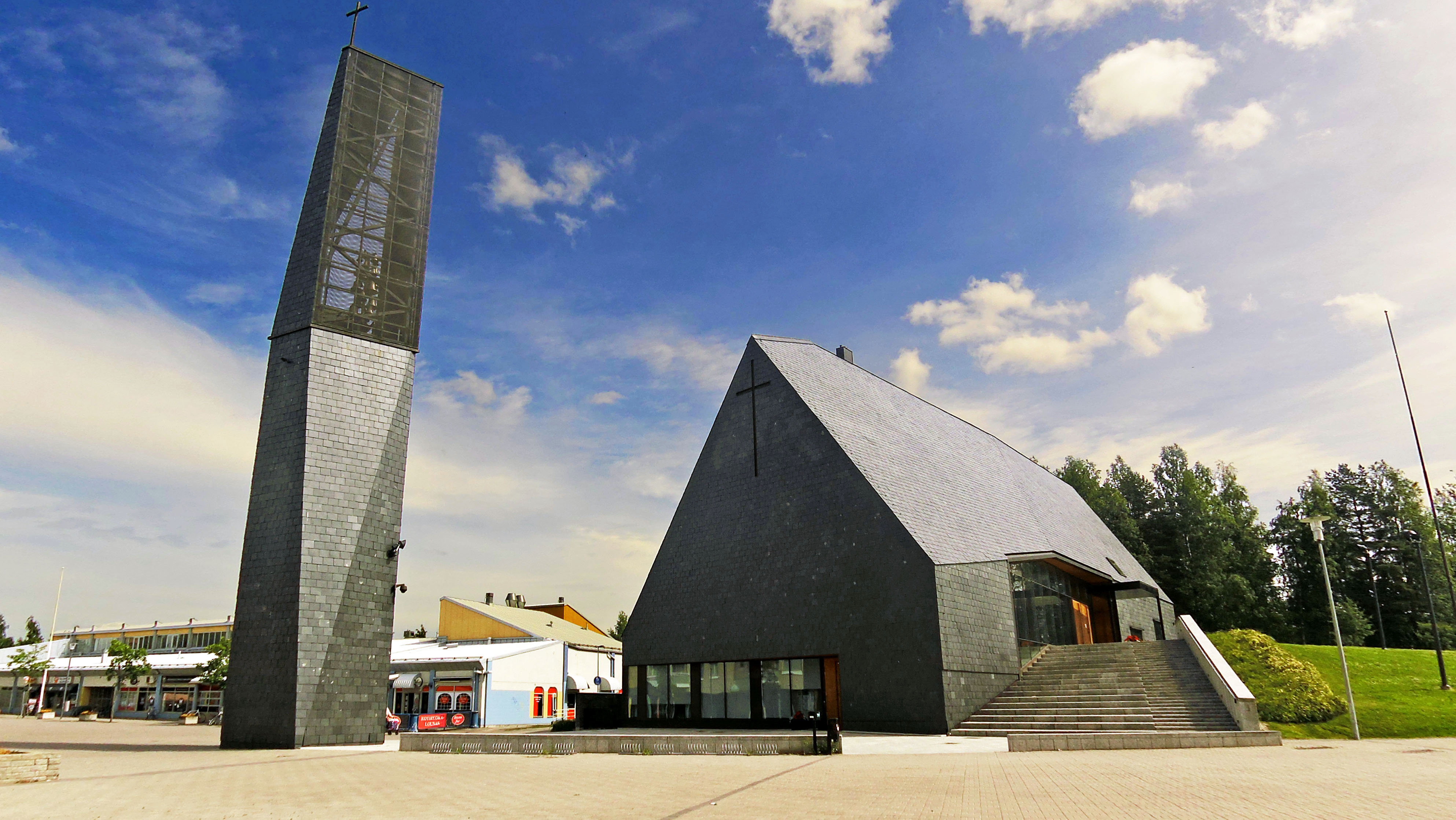
Kuokkala kyrka
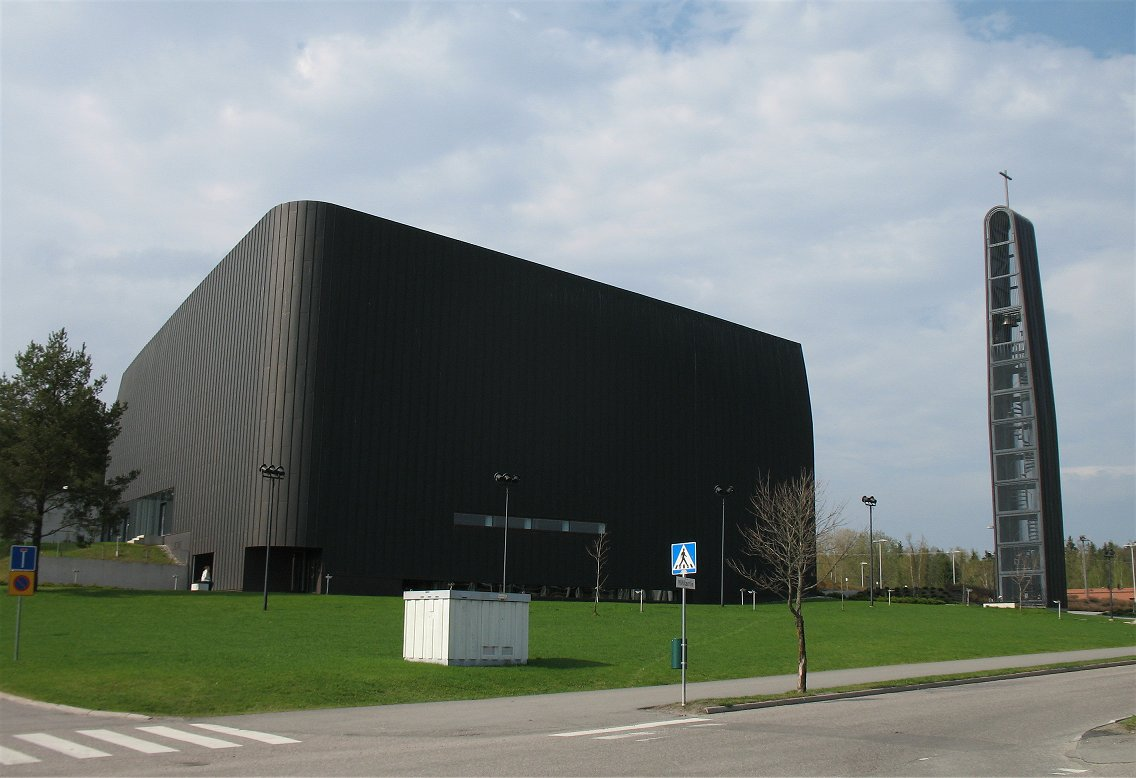
Klövskogs kyrka
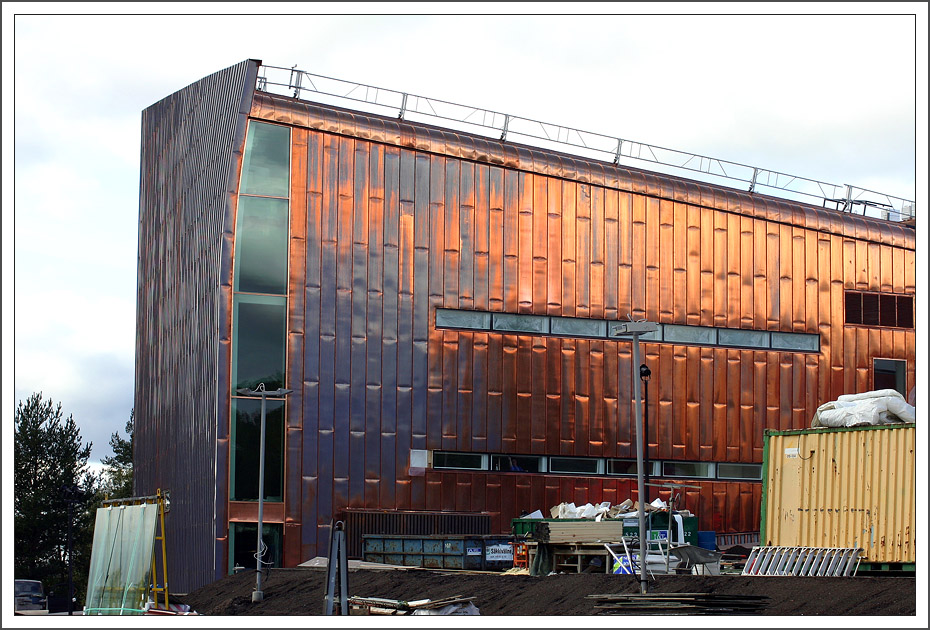
Klövskogs kyrka
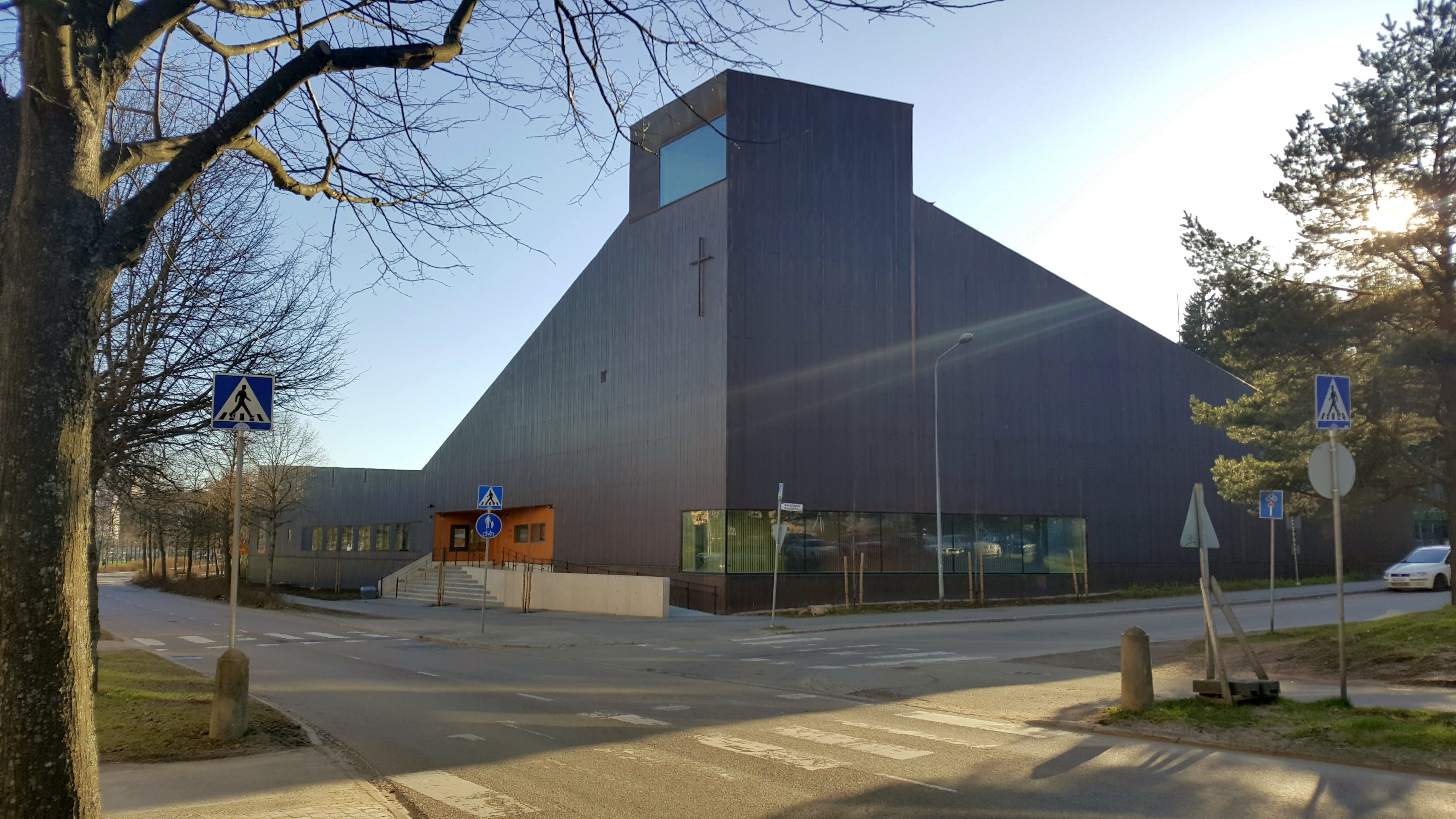
Södriks kapell